# Kalayaan
Kalayaan (Bayan ng Kalayaan) är en kommun i Filippinerna. Kommunen ligger på ön Luzon, och tillhör provinsen Laguna. Folkmängden uppgår till 19 580 invånare.
Kalayaan är indelat i 3 barangayer.